# Арчаглы-Аят (река)
Арчаглы-Аят (уст. Аршаглы-Аят каз. Аршалы Әйет) — река в России, протекает по Варненскому и Денисовскому районам Челябинской области. Устье реки находится на 117 км по правому берегу реки Аят. Длина реки составляет 68 км (с рекой Карагайлы-Аят — 174 км). Площадь водосбора — 6310 км².
Образуется при слиянии реки Карагайлы-Аят и реки Сухой. Крупнейший приток — река Камыстыаят.

## Этимология
В переводе с тюркских языков означает «Аят можжевельниковый», тут Аят — название самой реки.

## Данные водного реестра
По данным государственного водного реестра России относится к Иртышскому бассейновому округу, водохозяйственный участок реки — Тобол от истока до впадения реки Уй, без реки Увелька, речной подбассейн реки — Тобол. Речной бассейн реки — Иртыш.
- Код водного объекта в государственном водном реестре — 14010500212111200000409[2].

## Населённые пункты
- Водокачка
- Городище
- Красный Октябрь
- Приречный
- Ракитный
- Нововладимировский (Каменный Карьер)
- Владимировка
- Маслоковцы
- Аксай